# عبد الفتاح عمرو

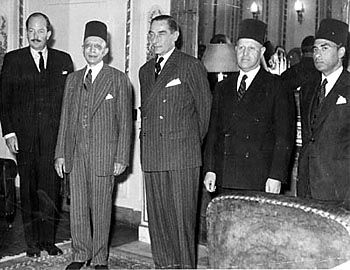
عبد الفتاح عمرو باشا (بالطربوش أقصى اليمين) أثناء المفاوضات المصرية البريطانية سنة 1952

عبد الفتاح عمرو (لاحقًا: عبد الفتاح عمرو بك، ثم عبد الفتاح عمرو باشا، وعُرف في بريطانيا باسم F. D. Amr Bey) ـ (14 فبراير 1909 ـ 23 نوفمبر 1988) هو دبلوماسي ولاعب اسكواش مصري. فاز ببطولة بريطانيا المفتوحة للاسكواش للرجال 6 مرات متتالية (من 1933 إلى 1938)، وهو آخر سفير للمملكة المصرية لدى المملكة المتحدة في الحقبة الملكية (24 يوليو 1945 ـ 30 أكتوبر 1952).

## مولده ونشأته
ولد عبد الفتاح عمرو في عائلة مرموقة في مدينة أبو تيج بمديرية أسيوط، ثم التحق بالسلك الدبلوماسي وانتقل إلى إنجلترا سنة 1928. كان عبد الفتاح عمرو قبل ذلك يمارس رياضتي التنس والبولو (وقد مثل مصر في كأس ديفيز للتنس)، ولم يكن قد مارس لعبة الاسكواش سابقًا، غير أنه سرعان ما تعلم اللعبة في إنجلترا وأتقنها، وتمكن من قهر أشهر اللاعبين المحترفين، رغم أنه ظل هاويًا حتى اعتزاله اللعبة.

## بطولات الاسكواش
عندما بدأ عبد الفتاح عمرو ممارسة الاسكواش، كانت بطولة بريطانيا المفتوحة بطولة حديثة النشأة، وكانت نهائيات بطولة الرجال تقام آنذاك بطريقة التحدي، حيث يخوض اللاعب المتحدي مباراتين من ثلاثة أشواط ضد البطل السابق، تقام إحداهما في ملعب النادي الذي يمثله أحد اللاعبيَن، والأخرى في ملعب نادي اللاعب الآخر.
فاز عبد الفتاح عمرو بأولى بطولاته سنة 1933، حيث تحدى اللاعب الإنجليزي دون بتشر (بالإنجليزية: Don Butcher)‏، حامل لقب بطولتي 1931 و1932 واستطاع انتزاع اللقب منه، وفي العام التالي لم يتقدم أحد لتحدي عبد الفتاح عمرو، فاحتفظ ببطولة سنة 1934 ـ حُكمًا ـ لانعدام المنافس. وفي نهائي سنة 1935 تقدم بتشر متحديًا عبد الفتاح عمرو، الذي فاز عليه في المباراتين.
أما بطولات 1936 و1937 و1938، فقد فاز بها عبد الفتاح عمرو بالفوز في جميعها على نفس المنافس، وهو الإنجليزي جيم دير (بالإنجليزية: Jim Dear)‏، الذي نال الهزيمة في جميع المباريات التي خاضها ضد عبد الفتاح عمرو في التحديات الثلاثة.
فاز عبد الفتاح عمرو ـ إلى جانب بطولة بريطانيا المفتوحة ـ ببطولة بريطانيا للهواة 6 مرات (بين عامي 1931 و1933، وبين عامي 1935 و1937)، وهو إنجاز سُجل في موسوعة غينيس للأرقام القياسية. ويجدر بالذكر أنه لم يتحقق لأي لاعب الجمع بين الفوز ببطولتي بريطانيا المفتوحة وبريطانيا للهواة في العام ذاته إلا لعبد الفتاح عمر (5 مرات) واللاعب الأيرلندي الإنجليزي جوناه بارينغتون.

## العمل الدبلوماسي
اعتزل عبد الفتاح عمرو المنافسة في رياضة الاسكواش في أوج تألقه سنة 1938، مفضلًا الترقي في السلك الدبلوماسي المصري. وفي 11 نوفمبر 1944، عُين مندوبًا فوق العادة ووزيرًا مفوضًا من الدرجة الأولى للمملكة المصرية لدى بريطانيا خلفًا لحسن باشا نشأت الذي أُقيل من منصبه لاقترانه بزوجة غير مصرية. وكان الملك فاروق يرمي من وراء تعيين عبد الفتاح عمرو في هذا المنصب إلى تحسين العلاقات مع المملكة المتحدة، نظرًا لعلاقة عبد الفتاح عمرو الطيبة بالسلطات البريطانية. وفي أغسطس 1945، رُقي عبد الفتاح عمرو إلى درجة سفير. وقد دأب عمرو على محاولة الإيعاز إلى الملك فاروق باتباع سياسات تخدم المصالح البريطانية، مما جعل طه حسين يصفه بأنه «يصلح سفيرًا لبريطانيا في مصر أكثر مما يصلح سفيرًا لمصر في بريطانيا».
عاد السفير عبد الفتاح عمرو إلى جذوره الرياضية عندما استقبل بحماس بالغ (مع الجالية المصرية في بريطانيا) بعثة مصر في دورة لندن للألعاب الأولمبية 1948، التي كانت واحدة من أنجح الدورات الأولمبية التي شاركت فيها مصر (فاز الرياضيون المصريون في هذه الدورة بخمس ميداليات، بينها ذهبيتان).
شارك عمرو في تأسيس المركز الثقافي الإسلامي في لندن (مسجد لندن المركزي) وافتتاحه في نوفمبر 1944، وصار عمرو أول رئيسًا لمجلس إدارته، اعترافًا بدور مصر في تأسيس المركز، الذي يعد حاليًا واحدًا من أهم المؤسسات الإسلامية في أوروبا.
وفي سنة 1951، قررت حكومة الوفد برئاسة مصطفى النحاس باشا إلغاء معاهدة 1936 من جانب واحد، فتوترت العلاقات بين مصر وبريطانيا، واندلعت المواجهات المسلحة في منطقة القنال بين الشرطة المصرية والفدائيين من جهة والجيش البريطاني من جهة أخرى، وقرر مجلس الوزراء في 11 ديسمبر 1951 استدعاء السفير عبد الفتاح عمرو باشا احتجاجًا على اعتداءات القوات البريطانية في منطقة القناة، فتولى منصب المستشار الخاص للملك للشؤون الخارجية ـ ندبًا ـ في 25 ديسمبر 1951 مع احتفاظه بمنصبه الأصلي.
في أعقاب حريق القاهرة (26 يناير 1952) كان عبد الفتاح عمرو باشا من بين من أشارت إليهم أصابع الاتهام بتدبير الحريق بالتواطؤ مع الملك والسفارة البريطانية (وفق زعم جريدة المصري، التي قالت إن عبد الفتاح عمرو وحافظ عفيفي كانا وسيطين للملك في اتصالاته مع السفارة البريطانية لتدبير الحريق).
أدى حريق القاهرة إلى إقالة حكومة النحاس باشا وتشكيل حكومة برئاسة علي ماهر باشا. وعندما توفي الملك جورج السادس في 6 فبراير 1952، أرسلت الحكومة الجديدة وفدًا رسميًا لحضور الجنازة (التي أقيمت في 15 فبراير 1952) سعيًا إلى تحسين العلاقات مع المملكة المتحدة، ضم الأمير محمد عبد المنعم وعبد الفتاح عمرو باشا، الذي عاد إلى منصبه سفيرًا لمصر في لندن دون أن يقدم أوراق اعتماد جديدة إلى الملكة إليزابيث الثانية، التي ورثت العرش بعد وفاة جورج السادس.
كان على حكومة علي ماهر أن تتعامل مع قضيتين وطنيتين محوريتين، هما جلاء القوات البريطانية عن منطقة القناة، والوحدة بين مصر والسودان، فعُقدت مفاوضات بين مصر وإنجلترا قام فيها عبد الفتاح عمرو بدور بارز بوصفه سفيرًا للمملكة المصرية لدى بريطانيا. غير أن حكومة علي ماهر سقطت أثناء المفاوضات وحلت محلها حكومة برئاسة أحمد نجيب الهلالي باشا، فعُقدت أول جلسة مفاوضات في ظل الحكومة المصرية الجديدة في 22 مارس 1952، وكان عمرو باشا عضوًا في الوفد المصري المفاوض، الذي ضم أيضًا كلًا من الهلالي باشا ووزير خارجيته عبد الخالق حسونة باشا. وقبل يوم من بدء المفاوضات الرسمية، حُلّ البرلمان المصري، ودُعي الناخبون إلى انتخابات جديدة في 18 مايو، وفُرضت الأحكام العرفية لأجل غير مسمى، واستمرت حالة انعدام الاستقرار السياسي حتى قامت حركة الجيش في 23 يوليو 1952 فأطاحت بالملك فاروق وعينت ابنه الرضيع أحمد فؤاد الثاني ملكًا تحت الوصاية.
وفي أغسطس 1952، وقع أوصياء العرش قرارًا بإحالة عبد الفتاح عمرو إلى المعاش، وتعيين محمود فوزي سفيرًا من لدن أحمد فؤاد الثاني لدى بلاط صاحبة الجلالة الملكة إليزابيث الثانية.

## حياته بعد التقاعد
قضى عبد الفتاح عمرو ما تبقى من حياته بعد التقاعد في المملكة المتحدة، التي منحته وأبناءه جنسيتها، مع احتفاظهم بالجنسية المصرية. ويذكر الدكتور مصطفى الفقي أن عمرو باشا زار القنصلية المصرية في لندن سنة 1972 لتجديد جواز سفره المصري، الذي كانت صلاحيته قد انتهت قبل أكثر من 15 عامًا، فأُجيب إلى طلبه، كما سُمح له بالاحتفاظ بجواز سفره القديم الذي كان يحمل اسم وشعار المملكة المصرية، والذي كان مسجلًا فيه في خانة الوظيفة «سفير ملك مصر والسودان في المملكة المتحدة».

## وفاته
توفي عبد الفتاح عمرو باشا في 23 نوفمبر 1988.